# 別所毅彦
別所 毅彦（べっしょ たけひこ、本名及び旧名：別所 昭（べっしょ あきら）、1922年10月1日 - 1999年6月24日）は、兵庫県淡路市出身のプロ野球選手（投手）、コーチ、監督、また野球解説者、評論家。愛称はべーやん、鬼軍曹。

## 概要
旧制滝川中学校から剛球投手として鳴らし、1941年の春の甲子園では骨折を押して投げ続け「泣くな別所、センバツの花」と賞賛された。1942年にプロ入りすると南海軍のエースとなり2度の優勝の立役者となる。1949年に別所引き抜き事件によって巨人への移籍後は第二期黄金時代の主軸投手として長く活躍した。投手として最多のベストナイン6回を誇る。通算310勝は金田正一に破られたが、シーズン47完投（1947年）は現在も日本プロ野球記録。現役引退後は、巨人・大洋でのコーチを経て、1968年からはサンケイの監督も務めた。1979年に野球殿堂入り。

## 経歴

### プロ入り前
1922年に父・精一、母・てるとの間の五男二女の末っ子として生まれる。1933年の小学5年生の時に、新設された名倉尋常小学校に転校すると、法政大学の島秀之助の弟とらと軟式野球チームを作る。盆正月には帰省した島秀之助から野球の基本プレーを教えられた。小学校6年生の時には健康優良児コンテストの兵庫県代表に選ばれている。
楠高等小学校では野球部に入り、2年次の神戸市・近畿地方の少年野球大会で優勝する。大会での活躍により勧誘を受けて、滝川中学校に進学。野球の素質を見込まれて進学したはずだが、野球部の入部テストは非常に熾烈なもので、全国大会に出場したこともある名門であっても、現在では考えられない以下のようなメニューを課せられた。結局入部希望者は150名であったが、残ったのは別所を含めて4名だけだったという。
- いつ「止めろ」と言われることも無く延々とランニングをさせられ、最後まで走り続けられた者だけが次のテストへ進む。これを3日間続ける。
- 地面に描いた円の中央に立ち、5m程離れたところから先輩選手が投げ続けるボールを素手（または厚みのないペラペラのグローブ）で3分間捕球し続ける。これも3日間続ける。

滝川中学在籍当時の監督の一人にかつて巨人の投手であった前川八郎がおり、前川からはボールの握り方から腰の使い方、全体のフォームなどピッチング技術の全てを習った。別所自身も、授業中は常に軟式球を右手で握力の強化に努め、夜寝る前には、板宿にあった実家と学校の間約6㎞を走って足腰を鍛えた。さらに蒲団に入ると天井に向かってボールを投げて回転を確かめる。回転数が多いほど直球のスピードは増すはず、リリースの際に人差し指に力を入れるとシュート回転に、中指に力を入れるとスライダー回転になることを確認するなど研究を重ねた。また、飛田穂州の『中等野球読本』をボロボロになるまで読みふける。この本に書かれた「投手は大胆にして細心であれ。しかし小心であってはいけない」の言葉を、別所はその後の人生で何度も繰り返し思い起こしたという。
甲子園大会へは春の選抜に2度出場。1940年の春の甲子園では、準々決勝で福岡工業に5-4で敗れる。一方で、打点6を挙げて生還打賞を獲得した。翌1941年の春の甲子園では、準々決勝で岐阜商業の鳥居兵治と投げ合う。9回表の攻撃の際に、青田昇の三塁ゴロを三塁手が悪送球したため、一塁走者だった別所がその隙を突いて本塁へ突入するも転倒して左肘を骨折する重傷を負う。しかし、控えの投手はいなかったため、包帯で左肘を縛り上げて左腕を三角巾で吊ったまま投球を続ける。本来の上手からはバランスを崩して投げられないので、アンダースローで投げ続けたという。試合は延長に入り、別所は延長12回裏二死まで投げたが、痛みが限界に達して降板。捕手の小林章良が代わりに登板するが、延長14回裏に二死満塁で内野安打を打たれてサヨナラ負けを喫した。骨折しながらも力投するが、力尽きてベンチに戻って号泣する別所に、翌日の大阪毎日新聞神戸版は「泣くな別所、センバツの花」との賛辞を贈った。これは後々まで別所の代名詞ともなった。
卒業後は滝川中の先輩である阪井盛一がいる慶応義塾大学への進学を検討していた。しかし、戦争の影響で野球選手の特待生制度が廃止されたため、あわてて勉強するが間に合わず、入学試験は不合格となる。やむを得ず、1年浪人して慶大を目指すことにし、旧制大阪専門学校を経て日本大学へ進学した。そこへ、近所に住む元ライオン軍監督の高田勝生（1943年から南海軍の監督）から職業野球入りを勧められる。別所は島秀之助の母親に職業野球の内情を聞きに行くと、十分やっていけるとの話だったことから、職業野球入りを決めた。後輩の青田昇が在籍しており、恩師の前川八郎もかつて在籍していた関係で、別所は東京巨人軍への入団を志望。1942年秋に監督の藤本定義の家に挨拶に行き巨人との契約を結ぶ。しかし、その間に高田が別所の実家を訪れて南海軍との入団を交渉し、実家の母と兄は、別所を近くにおいておきたいという理由で南海軍と契約を結んでしまう。二重契約となったために巨人側は連盟に提訴したが、親権者の契約が優先される裁定で南海へ入団することとなった。この入団の経緯は「別所引き抜き事件」の遠因となった。南海軍との契約は契約金3,000円、月給160円であった。

### 現役時代（南海時代）
投手で入団したが打撃が良かったことから、10月10日の対巨人戦で三番左翼手として初出場。2安打を放つが、自らの失策をきっかけに2失点し敗れた。同年11月10日の対大洋戦で初登板、野口二郎と投げ合い1失点で完投するが、1-0で敗戦投手となっている。この年はわずか2試合の登板で未勝利に終わった。
翌1943年5月26日の対大和戦（神戸市民）でノーヒットノーランを達成。さらに、次の登板となる5月30日の大和軍戦（甲子園）では1安打完封勝利を収めた。同年はチーム勝利数26勝の半数以上となる14勝（23敗）を挙げてエースに成長した。この頃、最晩年の沢村栄治と話す機会があった。当時の別所にとって沢村は憧れのスーパースターであり、声をかけるのも自重するほどだったという。それでも思い切って「どうしたら沢村さんのような速い球が投げられるようになりますか」と聞いたところ、沢村は少し考えてから「走りなさい」と一言だけ返答した。それ以来、別所は走り込みを大切にした。別所によれば、ランニングは下半身強化の効果もさることながら、肩や腕を振ることで地肩を強くする効果があるという。
同年12月に学徒動員令により召集を受ける。別所は「飛行機に乗りたい」という理由で特攻隊を志願するが、身体が大きすぎるとの理由で叶わず、212工兵隊に配属され、満州の渤利に渡った。そこで幹部候補生試験を受験することになり、甲種合格を果たして、1944年2月に松戸の陸軍工兵学校へ入学するために内地へ戻る。終戦は後免（高知県南国市）で迎えた。
1945年11月に東西対抗戦が行われると早速参加し、11月23日の第1戦に登板する。2年目の1946年7月15日の対ゴールドスター戦（旧制高岡工専グラウンド）では7安打に抑え、26-0で完封勝利を挙げたが、この試合は完封試合としてはプロ野球史上最大得点差の試合であった。シーズンでは丸山二三雄（25勝）に次ぐ19勝（13敗）を挙げるとともに、防御率も2.47（リーグ3位）を記録して南海の初優勝に大きく貢献。僅差で競っていた巨人が敗れて優勝が決まった直後の11月5日の対中日戦で先発するが、5回途中でめまいを起こして降板。すぐに、病院に行くが病名は栄養失調であった。戦後の食糧事情の悪い中、大食漢の別所は監督の山本一人に掛け合い、勝利投手になると球団から米2合をもらえるようになっていたが、それでは足りなかった。なお、試合途中で病院へ行ったため、この年の優勝記念写真に別所は写っていない。
1947年には丸山に代わってエース格となる。8月10日の対中部日本戦では0-2で敗れるが、8回を完投し67球の最少投球数の記録を作る。シーズンではNPB記録であるシーズン47完投、別所が責任投手であった49試合のうち完投でなかったのは僅か2試合という凄まじい記録を残した。また、投球回もリーグ最多となる448回1/3を投げ、これは1946年の真田重蔵（464回2/3）に次ぐ戦後2位の記録となっている。30勝（19敗）防御率1.84（リーグ4位）、191奪三振（リーグ1位）の成績で、最多勝・ベストナインを獲得。この年から設立された沢村賞の初代受賞者にもなった。
1948年は中原宏・柚木進らの加入もあって登板機会は減るが、26勝10敗、防御率2.05（4位）、勝率.722で最高勝率を獲得し、2年連続でベストナインも受賞。優勝に大きく貢献し、別所自身も最高殊勲選手の獲得を期待したが、監督兼四番打者の山本一人が選ばれている。
同年1月に別所は懇意にしていた銀座の料亭『小松』の娘すずと結婚していたが、夫人が妊娠して一軒家が必要になったこと（当時、別所は実兄宅に借住まいしていた）、および他球団の主力選手に比べて別所の待遇が劣っていたことから、南海球団に対して一軒家と報酬アップを要求するが、交渉は決裂。一方で、別所の不満を聞きつけた巨人が別所に接触し、移籍を働きかけていた。これを受けて、南海は日本野球連盟に提訴したため、連盟事務局の裁定により、巨人は10万円の制裁金を、別所は翌1949年の開幕から2ヶ月間の出場停止を課せられるが、結果的に別所の巨人移籍は認められた（別所引き抜き事件）。移籍に当たって、巨人から契約金50万円と50万円相当の家一軒を受け取っている。

### 現役時代（巨人時代）
1949年3月28日に読売ジャイアンツへの移籍が実現。移籍を機に、千葉のある神社の神主の勧めで、昭から毅彦に登録名を改めた。しかし、生え抜きのベテラン選手は強引な移籍に対して批判的で、移籍当初は冷淡な態度を取られたという。出場停止期間中の4月14日の巨人対南海戦に発生した「三原ポカリ事件」には別所も観戦しており、「南海戦にはとても投げられない」とのコメントが伝わっている。球団側も南海戦の登板は避ける配慮をし、閉幕近い11月13日になってようやく南海戦に先発登板するが、3回7失点と打ち込まれ敗戦投手となった。シーズンでは2ヶ月の出場停止が響き、防御率2.35はリーグ2位に付けながら14勝9敗の成績に終わる。しかし、巨人は別所が加わったことで、藤本英雄（24勝）以下、二桁投手を5人出すなど投手陣の厚みが増し、戦後初優勝を飾る。一方でエースを失った南海は4位に転落した。同年の日米野球で来日したサンフランシスコ・シールズのオドール監督から、変化球で打者を打ち取ることを勧められ、併殺を取るための小さく鋭く曲がるカーブと、空振りを取るための大きく曲がり落ちるカーブ（ドロップ）の二種類のカーブを覚えた。
移籍に際して、アメリカの大型爆撃機B29にあやかって背番号は29を付けていた。しかし、同年オフにニューヨーク・ヤンキースのリリーフエースでワールドシリーズで好投しベーブ・ルース賞を獲得したジョー・ペイジの背番号11を気に入り、別所も背番号11に変更している。
同年オフに発生した三原監督排斥運動では、別所も造反側に回って連判状に判を押したとされる。しかし、議論がエスカレートして球団納会で連判状を幹部に突きつけて謝罪を求める、遂には納会で幹部を殴るというような話に発展してきた。そこで、トラブルを危惧した別所は巨人入りに際に世話になった読売新聞常務の武藤三徳に次第を報告。これによって、読売新聞副社長の安田庄司ら球団幹部が遠征先までやってきて選手たちを説得し、納会は事なきを得て終わり、連判状はうやむやになった。また、同年オフにはセ・パ両リーグ分立に伴って大量の選手の引き抜き合戦が発生。あまりに大規模な球界の一大転機に、マスコミも傍観するばかりであったことから、前年度の巨人移籍でマスコミに騒ぎ立てられた別所は、この年に巨人入りしていれば、と思いさえしたという。
1950年は22勝（11敗）で2年ぶりに20勝投手に復帰するとともに、防御率2.55でリーグ3位に入った。1951年に初めてオールスターゲームが開催されるが、第1戦に別所は全セ・リーグの先発として登板。3回を投げて三塁を踏ませず無失点に抑え、投球内容から勝利投手第1号となる。シーズンでは21勝（9敗）防御率2.44（4位）でいずれもタイトルには及ばなかったが、最多勝の杉下茂（28勝）、最優秀防御率の松田清（2.01）を抑えて、3年ぶりにベストナインを獲得している。
1952年6月15日の松竹戦（大阪）では9回二死まで完全に抑えていたが、ブルペン捕手であった神崎安隆に内野安打を浴びて完全試合を逃す。この試合で球審を務めていた金政卯一は、別所が完全試合寸前だったことに気付いておらず、後に「気が付いていたら、2ストライク後のボールと判定した際どいコースを温情でストライクと判定したかもしれない」と語っている。なお、神崎は4年間のプロ在籍中、この時の安打が唯一の記録だった。同年は自己最多の33勝（19敗）を挙げて最多勝を獲得。防御率も1.94で2位に付けるなど抜群の働きで優勝に貢献し、自身初の最優秀選手を受賞。2年連続4度目のベストナインも獲得した。同年の日本シリーズでは、第1戦,第4戦に完投勝利を飾ると、最終の第6戦も救援登板して4回を無失点で抑えて胴上げ投手となり、日本シリーズMVPに選ばれている。
1953年は6月末までに10勝を挙げる。7月上旬のオールスターゲームでは、第1戦・第2戦と無難に投げるが、第3戦の9回表から登板するが、投球練習の途中で足を滑らせ踏ん張ったところギックリ腰となり、1球も投げずに降板する羽目となった。このケガのために8月中旬まで1ヶ月半も登板できず、前年度から登板機会が半減して16勝（8敗）に終わり、4年ぶりに20勝に到達できなかった。同年オフに来日したメジャーリーグ選抜の団長であったエド・ロパットがスクリューボールを投げているのに注目。31歳になり新しい球種が欲しいと思っていた別所は、早速投げ方を教えてもらいこれをシンカーとして習得し、選手寿命を延ばした。
1954年は26勝（12敗）防御率1.80（リーグ3位）と復活するが、優勝した中日のエース・杉下茂が32勝を挙げるなど投手五冠王の活躍で、別所はタイトルを逃している。1955年7月9日の対中日戦から7月31日の対広島戦まで49回1/3無失点の当時のセ・リーグ記録を作る。シーズンでは23勝を挙げるとともに、自己最高の防御率1.33で最優秀防御率を獲得し、5度目のベストナインと8年ぶりとなる沢村賞を受賞した。同年の日本シリーズでは、第7戦では古巣・南海を完封して胴上げ投手となるなど、7試合中5試合に登板して3勝（現在のルールでは1セーブ）を挙げ、1952年に続く2度目の日本シリーズMVPを受賞。この時の投球を、別所は生涯最高の投球と語っている。1956年は27勝（15敗）で最多勝を獲得し、2度目の最優秀選手と6度目のベストナインも受賞した。しかし、この年の日本シリーズ開幕5日前に右手の人差し指と中指のマメが取れて調子を崩し、0勝3敗、防御率10.00に終わった。
1957年に14勝で4年ぶりに20勝を切ると、1958年にはチームは4連覇を達成するも、別所は26試合で9勝に終わり、13年間にわたって続けた2桁勝利が途絶える。別所は同年オフの契約更改で「35試合登板」を条件に入れるよう要望した。当時、通算294勝であり、このままでは300勝が達成できないと考えてのことであったが、監督の水原茂から「選手が起用法について条件を出すなんてとんでもない」と反対され、自らの非を認めて要求を取り下げている。
1959年は開幕から2ヶ月勝てないなどスタートでつまずくが、9月15日の広島戦に救援登板して5勝目を挙げ、通算299勝となり300勝に王手をかける。その後3回先発して3連敗するなど、あと1勝がなかなかできず苦しむが、10月14日の対国鉄戦で2回裏からのロングリリーフを1失点に抑え、史上二人目の300勝を達成した。翌1960年4月29日に302勝目を挙げて通算最多勝記録を更新すると、同年9勝を挙げて通算勝利を310勝まで延ばす。同年11月26日に一軍投手コーチ兼任が発表された。翌1961年シーズンは試合での登板は一度も無く、同年から監督に就任した川上哲治を支えて「鬼軍曹」的役割を果たし、1955年以来6年ぶりの日本一を奪回したのを花道に現役を引退。1962年3月20日の西鉄とのオープン戦が引退試合となった。
通算310勝は当時のプロ野球記録だったが、この記録は別所の引退から僅か2年後に金田正一が更新した。別所はこれ以外にも多くの投手の通算記録を保持していたが、巨人の球団通算最多勝記録（221勝）を除いた全てを金田によって更新されている。

### 引退後
1962年からはコーチに専念したが、同年7月の名古屋遠征時に、宿舎にて消灯時間を過ぎた後に選手の部屋を見回ったところ、翌日先発予定の中村稔が当時禁止されていたビールを飲んでいたのを見つける。別所は中村を監督の川上哲治の部屋に連れて行き説教したが、1ヶ月後の8月に週刊誌で報道されたことで表沙汰となり、8月11日に球団から謹慎処分を受ける。処分は2日で解除された。この時、川上は別所を二軍へ配置転換することを考えていたが、別所はこれを川上が自分を積極的に守ってくれなかったと受け止め憤慨し、14日にコーチを辞任して退団した。
退団後はTBS野球解説者（1963年）を経て、1964年に三原脩監督に招聘され、大洋ホエールズヘッドコーチに就任。就任前の1963年オフに、それまで公式戦登板がなく解雇予定であった高橋重行と及川宣士を見出して、のちに活躍させている。1965年から一軍投手コーチを務める。しかし、大洋の一部の選手が親会社の大洋漁業からの出向社員であることを批判したことがスポーツ新聞に掲載されて会社批判と受け取られたことや、1965年以降チームが下位に低迷するなどあって、1966年に退任した。
大洋退団後は2度目のTBS野球解説者（1967年）を挟み、1968年、サンケイアトムズのオーナーの水野成夫は楠安夫に監督要請するが断り巨人時代バッテリーを組んだ別所を推薦し同球団の監督に就任、楠はヘッドコーチに就任した。同年はチームを5年ぶりの4位に浮上させる。しかし、1970年は開幕から不振に喘ぎ、8月18日の巨人戦に敗れてシーズン二度目の11連敗となり、翌19日に球団から監督を解任された。当時、選手兼任コーチで、後年にはフジテレビ・文化放送野球解説者として再び一緒に仕事をした豊田泰光は「やる気がある方だったんですが、選手の扱い方が拙劣。気持ちを察する事が出来ない。甲子園での阪神戦、打線が打てなくて負けたことがありました。監督は私に『打者は途中でバスから降りて素振りだ』と命じました。困ったことを言う人だと思いましたよ。でもその通りにしました。で、宿に帰ると首脳陣はみんなで麻雀です。こんなことをやってちゃチームはまとまりませんよ」と述べている。また、主力投手の松岡弘は「とにかく『走れ』しか言わなかった。今のように科学的なトレーニングなんて無いから、とにかく倒れるまで走った。でもそれが良かったと思っているよ。怪我せず、一年間投げ抜くための基礎はその3年間で作ったと思うから。練習も習慣も。能力じゃなく、体力が鍛えられた」「別所さんは『巨人に勝て』しか言わなかった。精神論ばっかりで体力があればよかった」と語っている。
監督退任後は一度もユニフォームを着ることは無く、フジテレビ・文化放送野球解説者・日刊スポーツ野球評論家（1971年 - 1999年）を務め、白髪眉毛・巨人贔屓・貧乏ゆすり・高笑いで人気を得る。その容姿はやくみつるの四コマ漫画で何度も取り上げられるなど豪快なキャラクターもあり、「球界の彦左」と呼ばれていた。1979年には野球殿堂入りを果たし、1992年からは高齢になった川上哲治に代わって巨人OB会の会長を務めていた。川上と対立してコーチを辞任した際はマスコミを通じて川上批判を繰り広げたが、その陰で川上は、別所が辞任後も生活が困窮しないように解説者の仕事を探していた事実を知ると態度を変え、川上と和睦した。別所を後任の巨人OB会長に推薦したのも川上である。
1999年6月24日に急性心不全のため自宅で死去。76歳没。

## プレースタイル
登板間隔について、本人は中3日が最も調子が良いと主張し、それ以上間隔が空くと監督に食ってかかることもあったという。身体は非常に頑健で、旧制中学時のエピソードもさることながら、引退までついに投手の職業病とも言える肩や肘の故障とは無縁だった。夏に遠征で夜行列車に乗った際、暑いために窓を開けてランニングシャツ一枚になり、一晩中夜風に右腕を晒したまま眠っていたが、翌日は平然と完投勝利を挙げたこともあった。
打撃が良く、登板日以外に野手として出場したことも多い（初出場は1942年10月10日巨人戦の3番左翼手、翌年には投手、野手として4番も務める）。また、プロ生活中送り犠牲バントのサインを出されたことがない。1947年から1950年にかけて656打席で一度も犠打を記録していない。
投手としての出場がメインでありながら通算500安打は特筆すべき点である。通算打撃成績は打率.254（2111打席）、35本塁打、248打点を記録した。1950年には161打席に立って打率.344、4本塁打、28打点、OPS.915の成績を残した。本塁打の通算35本のうち投手として出場したときに31本を記録しており、投手として出場した試合の本塁打数としては、金田正一、米田哲也に次ぎ歴代3位の記録となっている。この中には1955年6月9日の中日ドラゴンズ戦で杉下茂から放ったサヨナラ本塁打も含まれている。1946年7月15日の対ゴールドスター戦で、グレートリングは8回に1イニング11安打、1試合28安打などの当時の日本プロ野球記録で26対0で圧勝しているが、8回の攻撃時に別所は本塁打と三塁打を記録した。

## 人物
1勝に対するこだわりが極めて強かった。ノックアウトされて勝利投手を逃した日は、宿に戻ると襖を蹴っ飛ばし柱を叩いて怒るなど非常に荒れていた。一方で、他の投手が投げている時に少しでも打たれ出すと、別所は監督の隣に座り込んで「危ないなあ。オレが助けに行かんと負けそうやなあ」と売り込む。監督もそうまで言われると、負けたくないのでつい別所を登板させた。別所はこの方法で勝ち星を数多く稼いだ。
麻雀を好んだが、勝つためには手段を選ばず非常に強かった。相手が監督の水原茂や先輩の川上哲治であっても、形勢が不利になると「監督もクソもあるかーッ」と麻雀卓を蹴っ飛ばす。また、水原には「先発投手は、試合前に麻雀で勝つと最高の気分でマウンドに立てるんですよ」といつも囁き、水原もついつい別所のペースに乗せられていた。別所が勝てば麻雀は早く終了するが、負けていると「もう1回」「ワンスモア」と延長を繰り返し、夜が明けてくると疲れ切ってくる相手を尻目に、体力に勝る別所が最終的に勝利を得ていた。それでも負けた時には、翌朝に前夜の相手の部屋を回り「尋常に勝負しろ！」「勝ち逃げする気か！」と叩き起こして再挑戦。気合いが入った別所と寝ぼけた相手では勝負にならず、別所はぼろ勝ちして、気分良く球場入りしていた。別所は麻雀で稼いだ金で自宅を建て増しした際、勝った相手の南村不可止・藤本英雄の名前に因んで「南藤の間」と名付けた。
類い希なる食欲の持ち主だった。旧制滝川中学5年生の時、学校近くの板宿にあった屋台の寿司屋で「寿司百個食べたらタダの上、賞金一円」の店自慢に挑戦し、別所本人は見事、米だけで二升分もありそうな寿司100個を完食、1個3銭の寿司代を浮かしたうえ、賞金を手にした。一緒に食した後輩（3年生）青田昇も途中でリタイアしたが、70個のネタを平らげている。70歳を過ぎても、講演の際の昼食には300グラムもありそうな巨大なビーフステーキをきれいに食べきっていた。後日、同じところに青田が講演に行くと、別所が食べたのと同じような巨大なステーキが出され、閉口したという。食事は肉しか食べない偏食家であった。
遠征の際は必ず千葉茂と同室にされた。歯ぎしりが酷かった千葉に対して、別所はいびきが凄く、お互いに先に寝付けないと相手の音に悩まされたが、別所は横になるのといびきが聞こえ始めるのとどちらがが早いかわからないほど寝付きが良かったという。

## エピソード
1954年の雑誌『婦人倶楽部』付録「家庭料理の作り方」で別所独自のすき焼きが紹介されている。大切りにした牛肉ロースとキャベツのざく切りをバターで炒め、砂糖のみで味付けする。大根おろし、卵黄、ポン酢をつけて食べる。醤油を使わず、バターの塩味とポン酢の醤油味だけで食べる鉄板焼きに近い料理であった。別所は「これなら僕は百匁から百五十匁（380～500グラム）はぺろりですよ。ポン酢は酢の方をぐっと利かせて、好みで七色唐辛子をふりかけてもいいんです。（中略）この別所家独特の料理が、試合で消耗した僕の体力を一ぺんに回復させてくれるんですよ」と語っている。

## 詳細情報

### 年度別投手成績
| 年 度      | 球 団                    | 登 板 | 先 発 | 完 投 | 完 封 | 無 四 球 | 勝 利 | 敗 戦 | セ 丨 ブ | ホ 丨 ル ド | 勝 率 | 打 者 | 投 球 回 | 被 安 打 | 被 本 塁 打 | 与 四 球 | 敬 遠 | 与 死 球 | 奪 三 振 | 暴 投 | ボ 丨 ク | 失 点 | 自 責 点 | 防 御 率 | W H I P |
| ---------- | ------------------------ | ----- | ----- | ----- | ----- | -------- | ----- | ----- | -------- | ----------- | ----- | ----- | -------- | -------- | ----------- | -------- | ----- | -------- | -------- | ----- | -------- | ----- | -------- | -------- | ------- |
| 1942       | 南海 グレートリング 南海 | 2     | 1     | 1     | 0     | 0        | 0     | 1     | --       | --          | .000  | 59    | 13.0     | 11       | 0           | 6        | --    | 0        | 8        | 0     | 0        | 7     | 3        | 2.08     | 1.31    |
| 1943       | 南海 グレートリング 南海 | 45    | 37    | 28    | 8     | 0        | 14    | 23    | --       | --          | .378  | 1333  | 319.1    | 210      | 0           | 193      | --    | 3        | 128      | 3     | 1        | 106   | 80       | 2.25     | 1.26    |
| 1946       | 南海 グレートリング 南海 | 42    | 35    | 28    | 5     | 0        | 19    | 13    | --       | --          | .594  | 1381  | 325.0    | 292      | 4           | 136      | --    | 5        | 115      | 3     | 2        | 127   | 89       | 2.46     | 1.32    |
| 1947       | 南海 グレートリング 南海 | 55    | 50    | 47    | 7     | 4        | 30    | 19    | --       | --          | .612  | 1791  | 448.1    | 376      | 6           | 135      | --    | 5        | 191      | 1     | 0        | 125   | 93       | 1.87     | 1.14    |
| 1948       | 南海 グレートリング 南海 | 42    | 37    | 31    | 3     | 2        | 26    | 10    | --       | --          | .722  | 1272  | 319.1    | 270      | 10          | 76       | --    | 6        | 120      | 2     | 0        | 93    | 73       | 2.06     | 1.08    |
| 1949       | 巨人                     | 25    | 21    | 14    | 2     | 0        | 14    | 9     | --       | --          | .609  | 720   | 180.0    | 144      | 11          | 50       | --    | 2        | 91       | 1     | 0        | 58    | 47       | 2.35     | 1.08    |
| 1950       | 巨人                     | 43    | 32    | 27    | 8     | 0        | 22    | 11    | --       | --          | .667  | 1287  | 314.0    | 273      | 24          | 93       | --    | 4        | 157      | 1     | 1        | 114   | 89       | 2.55     | 1.17    |
| 1951       | 巨人                     | 47    | 30    | 25    | 4     | 4        | 21    | 9     | --       | --          | .700  | 1222  | 301.1    | 252      | 15          | 88       | --    | 1        | 131      | 3     | 0        | 112   | 82       | 2.45     | 1.13    |
| 1952       | 巨人                     | 52    | 41    | 28    | 7     | 6        | 33    | 13    | --       | --          | .717  | 1473  | 371.1    | 299      | 13          | 93       | --    | 6        | 153      | 5     | 1        | 107   | 80       | 1.94     | 1.06    |
| 1953       | 巨人                     | 32    | 23    | 16    | 4     | 1        | 16    | 8     | --       | --          | .667  | 781   | 191.1    | 179      | 10          | 43       | --    | 5        | 75       | 3     | 0        | 70    | 56       | 2.63     | 1.16    |
| 1954       | 巨人                     | 50    | 34    | 23    | 6     | 7        | 26    | 12    | --       | --          | .684  | 1279  | 330.0    | 269      | 13          | 50       | --    | 6        | 158      | 0     | 0        | 84    | 66       | 1.80     | 0.97    |
| 1955       | 巨人                     | 50    | 27    | 17    | 7     | 5        | 23    | 8     | --       | --          | .742  | 1197  | 312.0    | 241      | 12          | 45       | 1     | 2        | 152      | 1     | 0        | 65    | 46       | 1.33     | 0.92    |
| 1956       | 巨人                     | 54    | 35    | 26    | 5     | 9        | 27    | 15    | --       | --          | .643  | 1327  | 340.1    | 282      | 11          | 60       | 2     | 5        | 185      | 0     | 0        | 90    | 73       | 1.93     | 1.00    |
| 1957       | 巨人                     | 40    | 31    | 13    | 4     | 3        | 14    | 11    | --       | --          | .560  | 885   | 219.2    | 205      | 9           | 45       | 0     | 8        | 100      | 5     | 0        | 81    | 61       | 2.50     | 1.14    |
| 1958       | 巨人                     | 26    | 20    | 5     | 1     | 1        | 9     | 5     | --       | --          | .643  | 508   | 126.1    | 111      | 8           | 33       | 2     | 1        | 42       | 0     | 0        | 47    | 36       | 2.56     | 1.14    |
| 1959       | 巨人                     | 22    | 13    | 3     | 0     | 0        | 7     | 7     | --       | --          | .500  | 449   | 110.0    | 98       | 8           | 23       | 0     | 3        | 56       | 1     | 0        | 41    | 35       | 2.86     | 1.10    |
| 1960       | 巨人                     | 35    | 16    | 3     | 1     | 1        | 9     | 4     | --       | --          | .692  | 536   | 129.1    | 117      | 11          | 37       | 0     | 7        | 72       | 1     | 0        | 52    | 44       | 3.06     | 1.19    |
| 通算：17年 | 通算：17年               | 662   | 483   | 335   | 72    | 43       | 310   | 178   | --       | --          | .635  | 17500 | 4350.2   | 3629     | 165         | 1206     | 5     | 69       | 1934     | 30    | 5        | 1379  | 1053     | 2.18     | 1.11    |

- 各年度の太字はリーグ最高、赤太字はNPBにおける歴代最高
- 南海は、1944年途中に近畿日本（近畿日本軍）に、1946年にグレートリングに、1947年途中に南海（南海ホークス）に球団名を変更

### 年度別打撃成績
| 年 度      | 球 団                    | 試 合 | 打 席 | 打 数 | 得 点 | 安 打 | 二 塁 打 | 三 塁 打 | 本 塁 打 | 塁 打 | 打 点 | 盗 塁 | 盗 塁 死 | 犠 打 | 犠 飛 | 四 球 | 敬 遠 | 死 球 | 三 振 | 併 殺 打 | 打 率 | 出 塁 率 | 長 打 率 | O P S |
| ---------- | ------------------------ | ----- | ----- | ----- | ----- | ----- | -------- | -------- | -------- | ----- | ----- | ----- | -------- | ----- | ----- | ----- | ----- | ----- | ----- | -------- | ----- | -------- | -------- | ----- |
| 1942       | 南海 グレートリング 南海 | 11    | 20    | 18    | 0     | 2     | 0        | 0        | 0        | 2     | 1     | 0     | 0        | 0     | --    | 2     | --    | 0     | 1     | --       | .111  | .200     | .111     | .311  |
| 1943       | 南海 グレートリング 南海 | 69    | 201   | 183   | 13    | 45    | 9        | 1        | 0        | 56    | 15    | 1     | 0        | 2     | --    | 16    | --    | 0     | 10    | --       | .246  | .307     | .306     | .613  |
| 1946       | 南海 グレートリング 南海 | 77    | 262   | 245   | 24    | 62    | 15       | 6        | 4        | 101   | 44    | 1     | 2        | 1     | --    | 16    | --    | 0     | 16    | --       | .253  | .299     | .412     | .711  |
| 1947       | 南海 グレートリング 南海 | 78    | 241   | 232   | 13    | 55    | 12       | 1        | 1        | 72    | 26    | 2     | 0        | 0     | --    | 9     | --    | 0     | 9     | --       | .237  | .266     | .310     | .576  |
| 1948       | 南海 グレートリング 南海 | 58    | 157   | 150   | 9     | 51    | 10       | 0        | 4        | 73    | 27    | 0     | 0        | 0     | --    | 5     | --    | 1     | 7     | --       | .340  | .365     | .487     | .852  |
| 1949       | 巨人                     | 43    | 99    | 96    | 13    | 25    | 8        | 1        | 3        | 44    | 17    | 0     | 0        | 0     | --    | 2     | --    | 1     | 6     | --       | .260  | .283     | .458     | .741  |
| 1950       | 巨人                     | 67    | 161   | 151   | 25    | 52    | 12       | 2        | 4        | 80    | 28    | 0     | 1        | 0     | --    | 10    | --    | 0     | 6     | 3        | .344  | .385     | .530     | .915  |
| 1951       | 巨人                     | 54    | 134   | 127   | 18    | 31    | 2        | 1        | 6        | 53    | 12    | 1     | 0        | 1     | --    | 6     | --    | 0     | 11    | 4        | .244  | .278     | .417     | .696  |
| 1952       | 巨人                     | 58    | 163   | 147   | 15    | 40    | 5        | 0        | 5        | 60    | 26    | 1     | 0        | 4     | --    | 12    | --    | 0     | 13    | 3        | .272  | .327     | .408     | .735  |
| 1953       | 巨人                     | 33    | 78    | 75    | 6     | 18    | 4        | 1        | 1        | 27    | 7     | 0     | 0        | 1     | --    | 2     | --    | 0     | 10    | 1        | .240  | .260     | .360     | .620  |
| 1954       | 巨人                     | 50    | 129   | 123   | 11    | 28    | 3        | 0        | 3        | 40    | 10    | 0     | 0        | 3     | 0     | 3     | --    | 0     | 10    | 4        | .228  | .246     | .325     | .571  |
| 1955       | 巨人                     | 50    | 122   | 113   | 8     | 25    | 4        | 0        | 1        | 32    | 11    | 0     | 0        | 6     | 1     | 2     | 0     | 0     | 16    | 3        | .221  | .235     | .283     | .518  |
| 1956       | 巨人                     | 54    | 124   | 115   | 12    | 28    | 3        | 0        | 1        | 34    | 10    | 0     | 0        | 5     | 2     | 2     | 0     | 0     | 20    | 3        | .243  | .256     | .296     | .552  |
| 1957       | 巨人                     | 41    | 85    | 77    | 9     | 17    | 4        | 0        | 1        | 24    | 5     | 0     | 0        | 5     | 0     | 3     | 0     | 0     | 20    | 3        | .221  | .250     | .312     | .562  |
| 1958       | 巨人                     | 26    | 46    | 41    | 1     | 11    | 3        | 0        | 0        | 14    | 3     | 0     | 0        | 5     | 0     | 0     | 0     | 0     | 8     | 1        | .268  | .268     | .341     | .610  |
| 1959       | 巨人                     | 22    | 44    | 40    | 1     | 3     | 0        | 0        | 0        | 3     | 3     | 0     | 0        | 3     | 1     | 0     | 0     | 0     | 10    | 2        | .075  | .075     | .075     | .150  |
| 1960       | 巨人                     | 37    | 45    | 39    | 4     | 7     | 2        | 0        | 1        | 12    | 3     | 0     | 0        | 5     | 0     | 1     | 0     | 0     | 7     | 0        | .179  | .200     | .308     | .508  |
| 通算：17年 | 通算：17年               | 828   | 2111  | 1972  | 182   | 500   | 96       | 13       | 35       | 727   | 248   | 6     | 3        | 41    | 4     | 91    | 0     | 2     | 180   | 25       | .254  | .287     | .369     | .655  |

- 南海は、1944年途中に近畿日本（近畿日本軍）に、1946年にグレートリングに、1947年途中に南海（南海ホークス）に球団名を変更

### 年度別監督成績
| 年度      | 年度      | 球 団                      | 順 位     | 試 合 | 勝 利 | 敗 戦 | 引 分 | 勝 率 | ゲ ｜ ム 差 | 本 塁 打   | 打 率      | 防 御 率   | 年 齡      |
| --------- | --------- | -------------------------- | --------- | ----- | ----- | ----- | ----- | ----- | ----------- | ---------- | ---------- | ---------- | ---------- |
| 1968年    | 昭和43年  | サンケイ アトムズ ヤクルト | 4位       | 134   | 64    | 66    | 4     | .492  | 13          | 130        | 239        | 3.28       | 46歳       |
| 1969年    | 昭和44年  | サンケイ アトムズ ヤクルト | 5位       | 130   | 58    | 69    | 3     | .457  | 16.5        | 139        | .244       | 3.71       | 47歳       |
| 1970年    | 昭和45年  | サンケイ アトムズ ヤクルト | 6位       | 130   | 33    | 92    | 5     | .264  | 45.5        | 69         | .215       | 3.78       | 48歳       |
| 通算：3年 | 通算：3年 | 通算：3年                  | 通算：3年 | 342   | 143   | 190   | 9     | .429  | Bクラス3回  | Bクラス3回 | Bクラス3回 | Bクラス3回 | Bクラス3回 |

- ※1 1968年から1996年までは130試合制
- ※2 1970年、成績不振により8月18日解任。監督代行は小川善治
- ※3 1970年、欠場した52試合(12勝37敗3分)は監督通算成績に含まない
- サンケイ（サンケイアトムズ）は、1969年にアトムズ、1970年にヤクルト（ヤクルトアトムズ）に球団名を変更

### タイトル
- 最多勝利：3回 （1947年、1952年、1956年）
- 最優秀防御率：1回 （1955年）
- 最多奪三振：1回 （1947年）※当時連盟表彰なし
- 最高勝率：1回 （1948年）

### 表彰
- 沢村栄治賞：2回 （1947年、1955年）※8年のブランク受賞は史上最長
- 最高殊勲選手（MVP）：2回 （1952年、1956年）※1952年は投手としてセ・リーグ初の受賞
- ベストナイン：6回 （投手部門：1947年、1948年、1951年、1952年、1955年、1956年）※投手最多記録
- 野球殿堂競技者表彰 （1979年）
- 日本シリーズMVP：2回 （1952年、1955年）
- 日本シリーズ最優秀投手賞：1回 （1955年）

### 記録
- ノーヒットノーラン：1回、1943年5月26日対大和軍戦（神戸市民運動場野球場） ※史上12人目
- シーズン完投：47、1947年 ※日本記録
- シーズン先発：50、1947年 ※林安夫（51先発、1942年）に次ぐ歴代2位
- 連続イニング無失点：49回1/3、1955年7月9日 - 7月31日 ※当時のセ・リーグ記録
- 最少投球完投勝利：67球、1947年8月10日対中部日本戦 ※8イニングのため参考記録
- オールスターゲーム出場：6回 （1951年 - 1956年）
- 複数球団での最多勝 ※史上2人目
- シーズン被本塁打なしでの最多投球回数：319回1/3、1943年 ※NPB記録[46]
- リーグ最多被安打なしでの通算被安打：3629　※歴代最多

### その他記録
- 初出場：1942年10月10日対巨人軍戦（阪急西宮球場）
- 初登板：1942年11月10日対大洋軍戦（阪神甲子園球場）

### 背番号
- 22 （1942年 - 1943年）
- 12 （1946年 - 1948年）
- 29 （1949年）
- 11 （1950年 - 1962年）
- 50 （1964年 - 1966年）
- 60 （1968年 - 1970年）

### 登録名
- 別所 昭 （べっしょ あきら、1942年 - 1948年）
- 別所 毅彦 （べっしょ たけひこ、1949年 - ）

## 関連情報

### 解説者として出演していた番組
- TBSラジオ エキサイトベースボール - TBSラジオのプロ野球中継の2017年の番組終了時点でのタイトル。
- SAMURAI BASEBALL - TBSテレビのプロ野球中継の現行タイトル。
- 野球道 - フジテレビのプロ野球中継の現行タイトル。
- tvkプロ野球中継 横浜DeNAベイスターズ熱烈LIVE - 「TVKハイアップナイター」（テレビ神奈川）以降の現行タイトル。
- プロ野球ニュース
- 文化放送ホームランナイター
- 文化放送ライオンズナイター
- 東海ラジオ ガッツナイター

### その他の出演番組
- とんねるずのみなさんのおかげです - おかげです定時制高校野球部（生徒役）、涙目怪人選手権（審査員）
- タモリのボキャブラ天国 - 「氷の別所（『氷の微笑』のパロディー）」（本人役）
- 寺島・ナースの爆発120分 - 文化放送のラジオ番組。コメンテーターとして登場し、野球の話題だけではなくリスナーからの悩み相談にも真摯に答えていた。
- とんねるずのハンマープライス - 出品者として「別所毅彦が草野球のワンポイントで登板してくれる権利」で登場。